# 6939 Lestone
6939 Lestone (1952 SW1) là một tiểu hành tinh vành đai chính được phát hiện ngày 22 tháng 9 năm 1952 bởi Leland E. Cunningham ở Mount Wilson.